# Maluma
Juan Luis Londoño Arias (* 28. ledna 1994 Medellín, Kolumbie), známý pod uměleckým jménem Maluma, je zpěvák kolumbijské národnosti. Svou hudební kariéru začal v raném věku, ve svém rodném městě Medellín také dosáhl uznání v celé Latinské Americe.
Dodnes vydal pět alb ve svém rodném jazyce včetně debutového alba Magia, průlomové album Pretty Boy, Dirty Boy, trojjazyčné album f.A.M.E., nástupcem předchozího alba se stalo album 11:11 a posledně vydané páté album bylo Papi Juancho.
Zároveň vydal několik úspěšných singlů, které se zařadily mezi 10 nejlepších v Billboard Hot Latin Songs, včetně „Felices los 4“, „Borró Cassette“, „El Perdedor“ a „Corazón“.
Spolupracoval s několika mezinárodními umělci, jako jsou Thalía, Shakira, Ricky Martin, J Balvin a Madonna. Získal cenu Latin Grammy Award a také byl nominován na cenu Grammy Awards.
Maluma je jedním z nejsledovanějších kolumbijských umělců na sociálních sítích, a na oficiálním YouTube(VEVO) kanálu má miliardu zhlédnutí, vysoký počet zaregistrovaných uživatelů mu zajistil cenu YouTube Diamond Play Button Award.

## Život a kariéra
Narodil a vyrůstal v Medellinu rodičům Marlli Arias a Luisi Londoñovi. Má starší sestru Manuelu. Od útlého věku projevoval zájem o fotbal, hrál za Atlético National a Equidad Sports Club. V mládí se začal zajímat o hudbu a na střední škole byl známý pro svůj vokální talent. Navštěvoval Colegio Hontanares v El Retiro, Antioquia, kde ho mnoho jeho přátel povzbuzovalo k účasti na místních hlasových soutěžích. Ve věku 15 let, on a jeho blízký přítel složili první píseň „No quiero“, a o rok později dostal možnost nahrát svou první píseň v profesionálním nahrávacím studiu, který byl umožněn jeho strýc Juan Parra, jako dárek k narozeninám.
Známy především pod pseudonymem Maluma, což je kombinace prvních dvou písmen jeho rodičů matky Marlli i otce Luise a také sestry Manueli.
Zpěváka ovlivnili muzikanti jako Ricky Martin, Héctor Lavoe, Justin Timberlake a Michael Jackson.
Maluma začal svou hudební kariéru v roce 2010 jako nezávislý umělec a jeho píseň „Farandulera“ se stala populární na místních rozhlasových stanicích. Mezitím podepsal smlouvu se společnosti Sony Music Entertainment a její dceřiné společnost Sony Music Colombia k nahrávaní prvního alba. Label pak vydal další singl, „Loco“.
V roce 2012 vydal Maluma své debutové album názvem Magia. Video pro první singl „Obsesión“ bylo natočeno na nádraží Antioquia Department a představovalo kolumbijskou modelku Linu Posadu, která se předtím objevila v hudebním videu k písni „Taboo“ (2011) od Dona Omara. Dalšími sigly byly „Miss Independent“ a „Pasarla Bien“, s písní „Miss Independent“ zaznamenal úspěch v místní kolumbijské hitparádě Colombian National-Report songs chart, také získal první nominaci na cenu Shock Award 2012 a to v kategorii „Nejlepší nový umělec“. Nahrál písničku „Olé Brazil“ k mistrovství světa ve fotbale 2014.
Svůj první mixtape nazvaný PB. DB Mixtape vydal v roce 2015, před vydáním tohoto alba během let 2013 až 2014 vyšly čtyři singly „La Temperatura“, „La Curiosidad“, „Carnaval“ a „Addicted“.
30. října 2015 vydal své druhé studiové album nazvané Pretty Boy, Dirty Boy. Za první týden se prodalo 120 tisíc kopií ve Spojených státech a umístilo se na vrchu žebříčku Billboard Top Latin Albums. Singly k albu byly „Borró Cassette“, „El Perdedor“ a „Sin Contrato“. Následující rok v květnu 2016 vyjel na turné Pretty Boy, Dirty Boy World Tour. Tentýž roce spolupracoval s významnými umělci jako Thalia („Desde Esa Noche”), Ricky Martin („Vente Pa' Ca”) a Shakira („Chantaje”).
V roce 2017 vyšly singly „Felices los 4“ a „Corazón“ k jeho nadcházejícímu třetímu albu F.A.M.E, vydal také krátký film X (Film), ve kterém se objevily jeho písně „GPS“ „Vitamina“ a „23“, které vyšlo květnu 2018. Jeho třetí album F.A.M.E. vyšlo 18. květná 2018, už během prvního týdne se stalo ve Spojených státech šestkrát platinovým (v Mexiku dvakrát). Maluma je nejmladším umělcem, který kdy získal první i druhou pozici na žebříčku Billboard's Latin Airplay.
Madonna v roce 2019 spolupracovala s Malumou na písních „Medellín“ and „Bitch I'm Loca“ z alba Madame X. V dubnu bylo oznámeno, že Maluma bude hrát ve filmové komedií Marry Me po boku Jennifer Lopez.
17. května 2019 vydal Maluma své čtvrté studiové album 11:11, hlavní singly „HP“ a „11 PM“. Na konci srpna vydal duet „No Se Me Quita“ společně s Rickym Martinem. Na albu se objevila píseň „Soltera“ na které spolupracoval s královnou popu Madonnou. Maluma vyrazil na koncertní turné 11:11 World Tour se kterým navštívil 67 míst po celém světě.
Dne 21. srpna 2020 vydal své páté studiové album Papi Juancho.

## Diskografie
| Magia (2012)                 |
| Pretty Boy, Dirty Boy (2015) |
| F.A.M.E. (2018)              |
| 11:11 (2019)                 |
| Papi Juancho (2020)          |
| Don Juan (2023)              |

| PB.DB The Mixtape (2015) |

## Singly
- 2014
  - Carnaval
- 2015
  - El Tiki
  - Borró Cassette
- 2016
  - El Perdedor 
  - Sin Contrato
- 2017
  - Felices los 4
  - Corazón
- 2018
  - El Préstamo
- 2020
  - Hawái
  - Parce

### Společné písně
- La Temperatura (Maluma featuring Eli Palacios)
- Desde Esa Noche (Thalía featuring Maluma)
- Sim Ou Não / Sí o No (Anitta featuring Maluma)
- Vente Pa' Ca (Ricky Martin featuring Maluma)
- Cuatro Babys (Maluma featuring Noriel, Bryant Myers and Juhn)
- Chantaje (Shakira featuring Maluma)
- Me Llamas (Remix) (Piso 21 featuring Maluma)
- Hola (Flo Rida featuring Maluma)
- Trap (Shakira featuring Maluma)
- Sólo Mía (Yandel featuring Maluma)
- Todo El Amor (De La Ghetto featuring Maluma and Wisin)
- El Clavo (Remix) (Prince Royce featuring Maluma)
- Medellín (with Madonna)
- Hola Señorita (with Madonna)
- No Se Me Quita (Maluma featuring Ricky Martin)
- Djadja Remix, (With. Aya Nakamura).
- Pa' Ti + Lonely (with Jennifer Lopez)

## Turné
| - Pretty Boy, Dirty Boy World Tour (2016–2017) - F.A.M.E. Tour (2018) - 11:11 World Tour (2019-2020) | 25. června 2019 vystoupil v pražském multifunkčním komplexu Forum Karlín a 27. února 2020 v pražské O2 Aréně v rámci turné 11:11 World Tour, které celkově obsahovalo 67 koncertů. Jednalo se o jeho první koncert v Česku. Výsledky prodejů jeho turné zajistily Malumovi pozici latino umělce s největším počtem prodaných vstupenek na koncerty. Maluma již vyprodal arény jako Madison Square Garden (New York), American Airlines Arena (Miami) a dvakrát The Forums v Los Angeles. |

## Filmografie
- 2017 – X (The Film) – Krátký hudební film
- 2021 – Marry Me – role: Bastian

## Ocenění a nominace
Zpěvák Maluma sesbíral mnoho ocenění, včetně Latin Grammy Awards, MTV Awards (MTV Europe Music, MTV Millennial, MTV Video Music), také mezi další ocenění patří Premios Juventud, Premios Lo Nuestro.